# ドレスラー症候群
ドレスラー症候群（ドレスラーしょうこうぐん、英: Dressler syndrome）は、心筋梗塞後症候群ともいわれ、
心筋梗塞発症後2〜8週間で発熱、胸痛を伴い発症する心膜炎のこと。

## 概要
心筋梗塞から日数がたった2週間〜8週間でおこる心膜炎である。その発症機序は、心筋梗塞の壊死心筋に対する抗体免疫反応が考えられている。

## 治療
アスピリンやステロイドが著効する。